# Потужність ядерної зброї

Порівняльна логарифмічна графіка потужності (у кілотоннах) і маси (у кілограмах) різної ядерної зброї, розробленої Сполученими Штатами.

Вибухова потужність ядерної зброї — кількість вивільненої енергії, наприклад вибуху, теплового та ядерного випромінювання, коли ця конкретна ядерна зброя детонує, зазвичай виражається як тротиловий еквівалент (стандартизована еквівалентна маса тринітротолуолу, яка в разі детонації буде виробляють однаковий енергетичний розряд), або в кілотоннах (кт — тисячі тонн тротилу), у мегатоннах (Мт — мільйони тонн тротилу), або іноді в тераджоулях (ТДж). Вибухова потужність в один тераджоуль дорівнює 0,239 кілотонни ТНТ. Оскільки точність будь-якого вимірювання енергії, вивільненої тротилом, завжди була проблематичною, загальноприйняте визначення полягає в тому, що одна кілотонна тротилу вважається просто еквівалентною 1012 калоріям.
Співвідношення потужності зброї до ваги - це кількість потужності зброї в порівнянні з масою зброї. Практичне максимальне співвідношення потужності до ваги для зброї термоядерного синтезу (термоядерної зброї) було оцінено в шість мегатонн тротилу на тонну маси бомби (25 ТДж/кг). Повідомлялося, що на початку 1960-х років потужність великої зброї, сконструйованої для використання з однією боєголовкою, становить 5,2 мегатонни на тонну і вище. Відтоді боєголовки меншого розміру, необхідні для досягнення підвищеної ефективності чистого збитку (пошкодження від бомби/маса бомби) систем із кількома боєголовками призвели до збільшення співвідношення потужності/маси для окремих сучасних боєголовок.

## Приклади потужності ядерної зброї
У порядку зростання потужності (більшість показників потужністі приблизні):
| Бомба                                                             | Потужність   | Потужність  | Примітки | Вага ядерного матеріалу                                              |
| Бомба                                                             | Кілотонн TNT | Tераджоулів | Примітки | Вага ядерного матеріалу                                              |
| ----------------------------------------------------------------- | ------------ | ----------- | --- | -------------------------------------------------------------------- |
| Деві Крокетт                                                      | 0,02         | 0,084       | Тактична ядерна зброя змінної потужності — маса лише 23 кг, найлегша з тих, що коли-небудь використовувалися Сполученими Штатами (така ж боєголовка, що й у спеціального атомного боєприпасу та ракеті GAR-11 Nuclear Falcon). |                                                                      |
| AIR-2 Genie                                                       | 1,5          | 6,3         | Некерована ракета повітря-повітря, озброєна ядерною боєголовкою W25 розробленою для перехоплення ескадрилій бомбардувальників. | Загальна вага ядерного матеріалу та бомби становила 98,8 - 100,2 кг  |
| Гравітаційна бомба "Малюк", скинута на Хіросіму                   | 13—18        | 54—75       | Ядерна бомба гарматного типу. Паливо уран-235 (перша з двох видів ядерної зброї, які використовувалися у війні). | 64 кг урану-235, близько 1,38% від ваги розщепленого урану           |
| Гравітаційна бомба "Товстун", скинута на Нагасакі                 | 19—23        | 79—96       | Ядерна бомба імплозійного типу. Паливо плутоній-239 (друга з двох ядерних зброй, що використовуються у війні). | 6,2 кг плутонію-239, близько 1 кг, 16,2% від ваги розщепленого урану |
| Боєголовка W76                                                    | 100          | 420         | Дванадцять із них можуть бути в ракеті Trident II MIRVed. Договір обмежений вісьмома. |                                                                      |
| Боєголовка W87                                                    | 300          | 1 300       | Дванадцять із них можуть бути в MIRVed LGM-118 Peacekeeper. |                                                                      |
| Боєголовка W88                                                    | 475          | 1 990       | Дванадцять із них можуть бути в ракеті Trident II. Договір обмежений вісьмома |                                                                      |
| Пристрій Айві Кінг                                                | 500          | 2 100       | Найпотужніша бомба США на чистому діленні, 60 кг урану імплозійного типу. Ніколи не був розгорнутий. | 60 кг високозбагаченого урану (ВЗУ)                                  |
| Orange Herald малий                                               | 800          | 3 300       | Найпотужніший протестований Великою Британією. Зброя прискореного поділу. | 117 кг урану-235                                                     |
| Ядерна бомба B83                                                  | 1 200        | 5 000       | Зброя змінної потужності, найпотужніша зброя США, активна, на службі. |                                                                      |
| Ядерна бомба B53                                                  | 9 000        | 38 000      | Найпотужніша бомба США, яка була на службі до 1997 року. 50 бомб зберігалися як частина «Хеджування» довговічного запасу до повного демонтажу в 2011 році. Моd 11 B61 замінила B53 у ролі підривника бункерів. Боєголовка W53 зі зброї використовувалася на ракеті Titan II до виведення системи з експлуатації в 1987 році.                                                                                     |                                                                      |
| Пристрій Кастл Браво                                              | 15 000       | 63 000      | Найпотужніший тест США. Ніколи не був розгорнутий. | 400 кг дейтериду літію-6                                             |
| EC17/Mk-17, EC24/Mk-24, і B41 (Mk-41)                             | 25 000       | 100 000     | Найпотужніша зброя США: 25 мегатонн ТНТ (100 ПДж); Mk-17 також був найбільшим за площею в квадратних метрах і масою в кубічних метрах: близько 20 американських тонн (18 000 кг). Mk-41 або B41 мали масу 4800 кг і потужність 25 Мт; що дорівнює найвищому відношенню до ваги зброї, яка коли-небудь вироблялася. Усі були гравітаційними бомбами, які перевозились B-36 бомбардувальник (до 1957 у відставці). |                                                                      |
| Вся серія ядерних випробувань Операції «Кастл»                    | 48 200       | 202 000     | Найпродуктивніша серія випробувань, проведена в США. |                                                                      |
| Пристрій Цар-бомба                                                | 50 000       | 210 000     | СРСР, найпотужніша ядерна зброя, яка будь-коли вибухала, потужність 50 мегатонн (50 мільйонів тонн тротилу). У своїй «остаточній» формі (тобто із тампером нa збідненому урані а не замість протестованого зі свинцю) мала б потужність в 100 мегатонн. |                                                                      |
| Всі ядерні випробування станом на 1996 рік                        | 510 300      | 2 135 000   | Загальна енергія, виділена під час усіх ядерних випробувань. |                                                                      |
| Загальна енергія, вироблена Сонцем за час його зоряного існування | 1.353*10^32  | 5.66*10^32  | |                                                                      |

Порівняльні радіуси вогняної кулі ядерної зброї.На відміну від зображення, яке може зображати початковий радіус вогняної кулі, максимальний середній радіус вогняної кулі Кастл Браво, 15-мегатонний поверхневий вибух, становив 3,3 до 3,7 км, а не 1,42 км, показаних на зображенні. Подібним чином максимальний середній радіус вогняної кулі вибуху на низькій висоті в 21 кілотонну, який є сучасною оцінкою для Товстуна, становить 21 до 24 км, а не 0,1 км як на зображенні.

Для порівняння, вибухова потужність бомби GBU-43 Massive Ordnance Air Blast становить 0,011 кт, а бомбардування Оклахома-Сіті з використанням вантажівки з мінеральними добривами становила 0,002 кт. Орієнтовна потужність вибуху в порту Бейрута становить 0,3-0,5 кт. Більшість штучних неядерних вибухів значно менші, ніж навіть те, що вважається дуже малою ядерною зброєю.

### Межі потужності
Відношення потужності зброї до маси — це кількість потужності зброї в порівнянні з масою зброї. За словами розробника ядерної зброї Теда Тейлора, практичне максимальне співвідношення потужності до маси термоядерної зброї становить приблизно 6 мегатонн тротилу на тонну (25 ТДж/кг). «Межа Тейлора» не випливає з перших принципів і зброї з потужністю до 9,5 мегатонн на тонну було теоретизовано. Найвищі досягнуті значення є дещо нижчими, і значення має тенденцію бути нижчим для меншої, легшої зброї, яка наголошується на сьогоднішніх арсеналах і призначена для ефективного використання РЧРВ або доставки за допомогою систем крилатих ракет.
- Варіант виходу 25 Мт, про який повідомляється для B41, дасть йому співвідношення виходу до маси 5,1 мегатонн тротилу на тонну. Хоча це вимагало б значно більшої ефективності, ніж будь-яка інша сучасна американська зброя (принаймні 40% ефективності термоядерного палива з дейтериду літію), це, очевидно, було досягнуто, ймовірно, завдяки використанню вищого, ніж зазвичай, збагачення літію-6 у дейтериді літію. термоядерне паливо. Це призвело до того, що B41 все ще зберігає рекорд як найвища потужність зброї, коли-небудь створена[11].
- W56 продемонстрував відношення виходу до маси 4,96 кт на кілограм маси пристрою, і дуже близько до прогнозованих 5,1 кт/кг, досягнутий у зброї з найвищим співвідношенням потужності до маси, коли-небудь створеному, 25-мегатонному B41. На відміну від B41, який ніколи не проходив тестування на повну потужність, W56 продемонстрував свою ефективність на знімку XW-56X2 Bluestone під час операції «Домінік» у 1962 році[12], таким чином, згідно з інформацією, доступною у відкритому доступі, W56 може володіти перевагою. відзнака демонстрації найвищої ефективності ядерної зброї на сьогодні.
- У 1963 році Міністерство енергетики розсекретило заяви про те, що США мали технологічні можливості для розміщення 35 Mt боєголовка на Титані II, або 50–60 Гравітаційна бомба Mt на B-52. Жодна зброя не була переслідувана, але будь-яка вимагала відношення виходу до маси, що перевищувало 25 Mt Mk-41. Можливо, цього можна було досягти, використовуючи ту саму конструкцію, що й B41, але з додаванням тампера HEU, замість дешевшого, але з меншою щільністю енергії U-238 тампера, який є найбільш часто використовуваним матеріалом тампера в термоядерній зброї Теллера-Улама.
- Для нинішньої меншої американської зброї потужність становить від 600 до 2200 кілотонн тротилу на тонну. Для порівняння, для дуже маленьких тактичних пристроїв, таких як Деві Крокетт, було від 0,4 до 40 кілотонн тротилу на тонну. Для історичного порівняння, для Малюка вихід був лише 4 кілотонн тротилу на тонну, а для найбільшої Цар-бомби вихід склав 2 мегатонн тротилу на тонну (навмисно зменшено приблизно з удвічі більшої потужності для тієї самої зброї, тому немає жодних сумнівів, що ця бомба, як вона розроблена, була здатна 4 мегатонн на тонну врожаю).
- Найбільша бомба з чистим поділом, коли-небудь створена, Айві Кінг, мала 500 кілотонна продуктивність[2], яка, ймовірно, знаходиться в діапазоні верхньої межі для таких конструкцій. Прискорення термоядерного синтезу могло б значно підвищити ефективність такої зброї, але зрештою вся зброя, заснована на діленні, має верхню межу потужності через труднощі роботи з великими критичними масами. (Великобританія Orange Herald була дуже великою посиленою бомбою ділення, з потужністю 800 кілотонн.) Однак не існує відомої верхньої межі потужності термоядерної бомби.

## Етапні ядерних вибухів
Нижче наведено перелік визначних ядерних вибухів. На додаток до атомних бомбардувань Хіросіми та Нагасакі, включено перше ядерне випробування певного типу зброї для країни, а також випробування, які були помітні в іншому випадку (наприклад, найбільше випробування за всю історію). Усі потужності (потужність вибуху) наведено в розрахункових енергетичних еквівалентах у кілотоннах тротилу (див. Тротиловий еквівалент). Передбачувані тести (наприклад, інцидент Вела) не були включені.
| Дата              | Назва                    | Потужність в клотоннах | Країна          | Значимість |
| ----------------- | ------------------------ | ---------------------- | --------------- | --- |
| 16 липня 1945     | Триніті                  | 18–20                  | Сполучені штати | Перше випробування пристрою поділу, перша імплозійна детонація плутонію.                                                                                            |
| 6 серпня 1945     | Малюк                    | 12–18                  | Сполучені штати | Бомбардування Хіросіми, Японія, перший підрив уранового пристрою гарматного типу, перше використання ядерного пристрою в бою.                                       |
| 9 серпня 1945     | Товстун                  | 18–23                  | Сполучені штати | Бомбардування Нагасакі, Японія, друга імплозійна детонація плутонієвого пристрою (першим був тест Триніті), друге й останнє використання ядерного пристрою в бою.   |
| 29 серпня 1945    | РДС-1                    | 22                     | СРСР            | Перше випробування зброї ділення Радянським Союзом. |
| 8 травня 1951     | Джорж                    | 225                    | Сполучені штати | Перше посилене випробування ядерної зброї, перше випробування зброї з використанням термоядерного синтезу в будь-якій мірі.                                         |
| 3 жовтня 1952     | Ураган                   | 25                     | Велика Британія | Перше випробування зброї ділення Сполученим Королівством. |
| 1 листопада 1951  | Айві Майк                | 10,400                 | Сполучені штати | Перша "ступенева" термоядерна зброя з кріогенним термоядерним паливом, головним чином тестовий пристрій, а не зброя.                                                |
| 16 листопада 1951 | Айві Кінг                | 500                    | Сполучені штати | Найбільша зброя чистого поділу з коли-небудь випробуваних. |
| 12 серпня 1953    | РДС-6с                   | 400                    | СРСР            | Перше випробування термоядерної зброї Радянським Союзом (без «ступенева»).                                                                                          |
| 1 березня 1953    | Кастл Браво              | 15,000                 | Сполучені штати | Перша «ступенева» термоядерна зброя з використанням сухого термоядерного палива. Серйозні ядерні опади. Найбільший ядерний вибух, здійснений Сполученими Штатами.   |
| 22 листопада 1955 | RDS-37                   | 1,600                  | СРСР            | Перше «ступеневе» випробування термоядерної зброї Радянським Союзом (розгорнута).                                                                                   |
| 31 травня 1957    | Orange Herald            | 720                    | Велика Британія | Найбільша посилена зброя поділу з коли-небудь випробуваних. Призначений як запасний «в мегатонному діапазоні» на випадок невдачі британської термоядерної розробки. |
| 8 листопада 1957  | Грейфер X                | 1,800                  | Велика Британія | Перше (успішне) «ступеневе» випробування термоядерної зброї Сполученим Королівством                                                                                 |
| 13 лютого 1960    | Gerboise Bleue           | 70                     | Франція         | Перше випробування зброї ділення Франції. |
| 31 жовтня 1961    | Цар-бомба                | 50,000                 | СРСР            | Найбільша термоядерна зброя, яку будь-коли випробували — початкову потужність у 100 Мт зменшено на 50%.                                                             |
| 16 жовтня 1964    | 596                      | 22                     | Китай           | Перше випробування зброї ділення Китайською Народною Республікою.                                                                                                   |
| 17 червня 1967    | Тест №. 6                | 3,300                  | Китай           | Перше «ступеневе» випробування термоядерної зброї Китайською Народною Республікою.                                                                                  |
| 24 серпня 1968    | Канопус                  | 2,600                  | Франція         | Перше «ступеневе» випробування термоядерної зброї Францією |
| 18 травня 1974    | Усміхнений Будда         | 12                     | Індія           | Перше випробування зброї ділення Індії. |
| 11 травня 1998    | Pokhran-II               | 45–50                  | Індія           | Перше потенційне випробування зброї з термоядерним синтезом в Індії. Перше розгортання зброї ділення в Індії.                                                       |
| 28 травня 1998    | Chagai-I                 | 40                     | Пакистан        | Перше (посилене) випробування ядерної зброї Пакистану |
| 09 жовтня 2006    | Ядерне випробування 2006 | under 1                | Північна Корея  | Перше випробування зброї ділення, проведене Північною Кореєю (на основі плутонію).                                                                                  |
| 03 вересня 2017   | Ядерне випробування 2017 | 200–300                | Північна Корея  | Перше «ступеневе» випробування термоядерної зброї. Заявлено Північною Кореєю.                                                                                       |

Примітка
- «Стейджинг» означає, чи була це «справжня» термоядерна зброя так званої конфігурації Теллера–Улама чи просто форма зброї посиленого ділення. Щоб отримати більш повний список серій ядерних випробувань, див. Список ядерних випробувань. Деякі точні оцінки виходу, такі як «Цар-бомба» та випробування Індією та Пакистаном у 1998 році, дещо обговорюються серед спеціалістів.

## Розрахунок потужності та суперечності
Потужність ядерних вибухів може бути дуже важко обчислити, навіть використовуючи такі приблизні цифри, як кілотонни або мегатонни (а тим більше до роздільної здатності окремих тераджоулів). Навіть за дуже контрольованих умов точну врожайність може бути дуже важко визначити, а для менш контрольованих умов межі похибки можуть бути досить великими. Для пристроїв поділу найточніше значення виходу знайдено за допомогою «радіохімічного аналізу радіоактивних опадів» тобто вимірювання кількості утворених продуктів поділу приблизно так само, як хімічний вихід у продуктах хімічної реакції можна виміряти після хімічної реакції. Метод радіохімічного аналізу був започаткований Гербертом Л. Андерсоном.

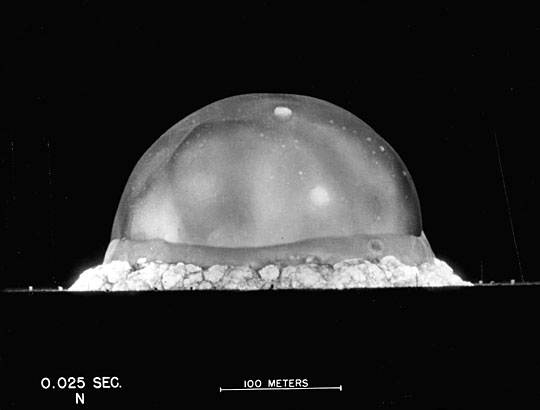
Фотографія вибуху Трініті, зроблена Берліном Брікснером, була використана Г. І. Тейлором для оцінки її потужності.

Для ядерних вибухових пристроїв, де радіоактивні опади недосяжні або можуть вводити в оману, нейтронно-активаційний аналіз часто використовується як другий за точністю метод, оскільки він використовувався для визначення виходу як у Малюка, так і термоядерного Айві Майка дають відповідні прибутки.
Потужність також можна визначити за допомогою ряду інших способів дистанційного зондування, включаючи обчислення закону масштабування на основі розміру вибуху, інфразвуку, яскравості вогняної кулі (Bhangmeter), сейсмографічних даних (CTBTO) і сили ударної хвилі.
| Вибух                              | 50% |
| Термальна енергія                  | 35% |
| Початкове іонізуюче випромінювання | 5%  |
| Залишкова радіація                 | 10% |

Відомо, що Енріко Фермі зробив (дуже) приблизний розрахунок продуктивності тесту Трініті, скинувши маленькі шматочки паперу в повітря та вимірявши, наскільки вони були переміщені вибуховою хвилею вибуху; тобто він знайшов тиск вибуху на своїй відстані від місця детонації у фунтах на квадратний дюйм, використовуючи відхилення падіння паперу від вертикалі як грубий датчик/барограф, а потім з тиском X у фунтах на квадратний дюйм на відстані Y, у милях, він екстраполював назад, щоб оцінити потужність пристрою Трініті, яка, як він виявив, становила приблизно 10 кілотонн енергії вибуху.
Пізніше Фермі згадував:
Я був розміщений у базовому таборі в Трініті, приблизно в 16 км від місця вибуху... Приблизно через 40 секунд після вибуху ударна хвиля досягла мене. Я спробував оцінити його силу, скинувши з шести футів маленькі шматочки паперу до, під час і після проходження вибухової хвилі. Оскільки в той час не було вітру, я міг дуже чітко спостерігати та фактично виміряти зміщення шматочків паперу, які падали під час вибуху. Зміщення становило близько 2 1/2 метра, що, на той час, за моїми оцінками, відповідало вибуху, спричиненому десятьма тисячами тонн тротилу.